# Castianeira dugesi
Castianeira dugesi là một loài nhện trong họ Corinnidae.
Loài này thuộc chi Castianeira. Castianeira dugesi được Lawrence Becker miêu tả năm 1879.